# V.B.Z. književna nagrada za najbolji neobjavljeni roman godine
V.B.Z. književna nagrada za najbolji neobjavljeni roman godine, književna je nagrada za najbolji novi, originalni i neobjavljeni roman na hrvatskom jeziku i drugim štokavskim jezicima, te čakavskom i kajkavskom književnom jeziku. Nagrada se dodjeljuje jednom godišnje. Natječaj je javan, rukopisi se predaju pod šifrom a najboljem romanu dodjeljuje se novčana nagrada u bruto iznosu od 100.000,00 kn (stotinu tisuća kuna).
Nakladnička kuća V.B.Z. 2002. godine po prvi put raspisala je Natječaj za najbolji neobjavljeni roman godine. Osim trogodišnje pauze (2012., 2013. i 2017.), nagrada se dodjeljuje godišnje.

## Dobitnici
- 2002.: Josip Mlakić za Živi i mrtvi.
- 2003.: Jelena Marković za Escajg za teletinu i Marinko Koščec za Wonderland.
- 2004.: Davor Špišić za Koljivo.
- 2005.: Nura Bazdulj-Hubijar za Kad je bio juli.
- 2006.: Hrvoje Šalković za Pravi se da ovo nisi vidio.
- 2007.: Svjetlana Gjoni za Nula nemo.
- 2008.: Predrag Crnković za Beograd za pokojnike.
- 2009.: Dragan Pavelić za Proljeće u Karolinentalu.
- 2010.: Aleksandar Novaković za Vođa.
- 2011.: Ankica Tomić za Naročito ljeti.
- 2014.: Ivica Prtenjača za Brdo.
- 2015.: Marina Vujčić za Susjed.
- 2016.: Lada Vukić za Specijalna potreba i Ivica Ivanišević za Knjiga žalbe.
- 2018.: Marina Šur Puhlovski za Divljakuša.
- 2019.: Olja Raičević-Knežević za Katarina, velika i mala.